# Rochedos Ibar
Os Rochedos Ibar (62° 26′ 54,9″ S, 59° 42′ 33″ O) são dois rochedos localizados a 0,32 km (0,2 milhas) a leste do Rochedo Bonert e 0,97 km (0,6 milhas) a sudoeste do Cabo Canto, Ilha Greenwich, Ilhas Shetland do Sul. Os nomes "Islote Ibar" e "Islote Teniente Ibar" que aparecem em mapas hidrográficos chilenos na década de 50 (1950) e se referem a um rochedo maior e ocidental. O nome recomendado "Rochedos Ibar" inclui um maciço isolado submerso à nordeste do rochedo maior. O teniente (tenente) Mario Ibar P. assinou o ato oficial de inauguração da base chilena Arturo Prat na Ilha Greenwich  em 1947.

## Mapas
- L.L. Ivanov. Antarctica: Livingston Island and Greenwich, Robert, Snow and Smith Islands. Scale 1:120000 topographic map.  Troyan: Manfred Wörner Foundation, 2009.  ISBN 978-954-92032-6-4

## Ligações Externas
- Dicionário Geográfico Antártico Composto.

 Este artigo incorpora material em domínio público  de United States Geological Survey   , documento "Rochedos Ibar" (conteúdo do Geographic Names Information System).